# جواز سفر صيني
يصدر جواز السفر الصيني لمواطني جمهورية الصين الشعبية والذين ليسوا من سكان هونغ كونغ أو ماكاو للسفر الدولي.
أطلقت وزارة الشؤون الخارجية لجمهورية الصين الشعبية في 1 يوليو 2011 إصدارًا تجريبيًا لجوازات السفر الإلكترونية للأفراد الذين يقومون بأعمال الشؤون العامة في الخارج نيابة عن الحكومة الصينية. يتم رقمنة الوجه وبصمات الأصابع والميزات الإلكترونية الأخرى لحامل جواز السفر وتخزينها في شريحة ذكية مثبتة مسبقًا، أدخلت وزارة الأمن العام جوازات السفر الإلكترونية العادية في 15 مايو 2012. اعتبارًا من يناير 2015، جميع جوازات السفر الجديدة الصادرة عن الصين هي جوازات سفر إلكترونية، ولم يعد يصدر جوازات السفر غير الإلكترونية.
في عام 2012، كان أكثر من 38 مليون مواطن صيني يحملون جوازات سفر عادية أي ما يعادل 2.86٪ فقط من إجمالي السكان في ذلك الوقت. أصدرت الصين في عام 2014 16 مليون جواز سفر، لتحتل المرتبة الأولى في العالم، متجاوزة الولايات المتحدة (14 مليونًا) والهند (10 ملايين). ارتفع عدد جوازات السفر العادية المتداولة إلى 120 مليون بحلول أكتوبر 2016، أي ما يقرب من 8.7 في المائة من السكان. اعتبارًا من أبريل 2017 حتى الآن، أصدرت الصين أكثر من 100 مليون جواز سفر عادي إلكتروني.

## معرض صور

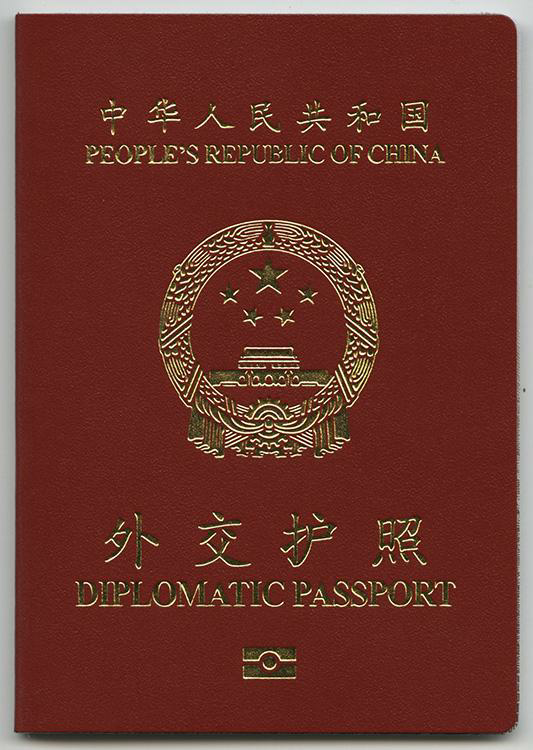
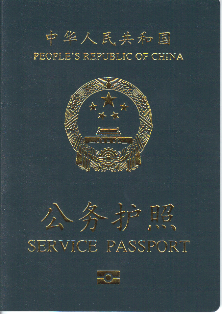
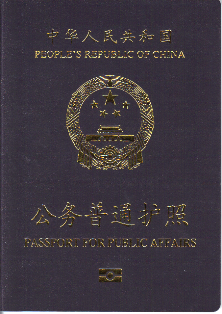

## روابط خارجية
- نص قانون جواز السفر لجمهورية الصين الشعبية 2006 نسخة محفوظة 6 أكتوبر 2011 على موقع واي باك مشين.